# バック・オニール
バック・オニール（John Jordan "Buck" O'Neil, 1911年11月13日 - 2006年10月6日）は、1930～1950年代にアメリカ合衆国のニグロリーグで活躍したプロ野球選手、及び監督。選手時代の主なポジションは一塁手。フロリダ州キャラベル生まれ。右投げ右打ち。

## 来歴・人物
"Buck"（伊達男のこと）の綽名は、オニールがセミプロのマイアミ・ジャイアンツの共同所有者だった頃についたものである。マイアミでプレーしていたオニールは、1937年にニグロリーグのメンフィス・レッドソックスに昇格、短期間在籍したあと同年カンザスシティ・モナークスに移り、以後引退するまでモナークスに在籍しチームのキャプテンをしていた。
当時モナークスには、サチェル・ペイジをはじめエルストン・ハワード、アーニー・バンクスら後年メジャーでも活躍した選手達が多く所属していた。選手達から「スキップ（船長）」と呼ばれていたオニールは、1942年にモナークスをリーグ制覇に導き、同年のニグロ・ワールドシリーズでも打率.353を打つ活躍を見せ、シリーズ制覇の原動力となった。対戦相手だったホームステッド・グレイズに在籍していたバック・レナードはオニールについて、「外野手の隙間を見つけて、そこに打つことができた。彼はこれまで見てきた中での最高の選手の一人だった」と証言している。
1944年、1945年に戦争のため海軍に従軍した後、翌1946年には打率.350を打ち2度目のリーグの首位打者となる。1948年からは前任のフランク・ダンカンの後をうけモナークスの監督に就任、同年を含めチームを4度のリーグ優勝に導いた。1955年までモナークスの監督を務めた後、1956年からはシカゴ・カブスのスカウトとなる。カブスのスカウトは33年間務め、その間後に名選手となるルー・ブロックやジョー・カーターを発掘している。
1988年にカンザスシティに戻った後は、ニグロリーグ野球博物館の評議委員や、アメリカ野球殿堂のベテランズ委員会に籍をおき、アフリカ系アメリカ人選手の野球殿堂入り選考などに関わった。2006年7月18日、独立リーグオールスター戦において、オニールは94歳で試合に出場し打席に立ったことで当時話題になったが、そのわずか3ヶ月後の10月5日にカンザスシティの病院で亡くなった。

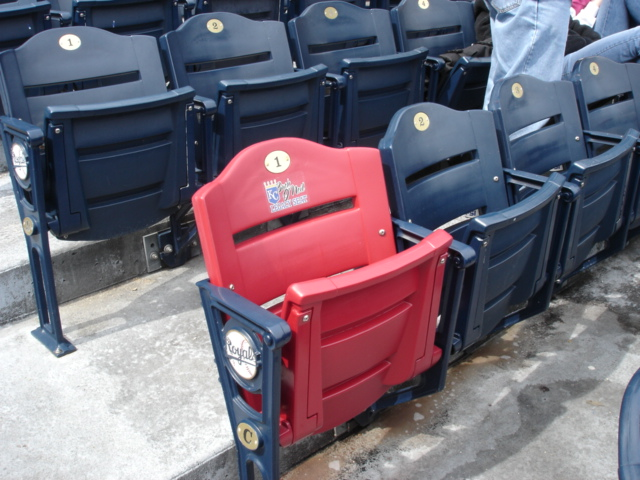
バック・オニール・レガシーシート

2006年のアメリカ野球殿堂の殿堂入り表彰選考ではわずかに票が足らなかったものの、死後オニールの功績をたたえる表彰がいくつも行われた。アメリカ野球殿堂は、10月24日にオニールの名前をとった新しい賞（Lifetime Achievement Award）の創設を発表し、12月15日には、当時のアメリカ大統領ジョージ・W・ブッシュから大統領自由勲章が送られた。カンザスシティ・ロイヤルズの本拠地カウフマン・スタジアムには、2007年から「バック・オニール・レガシーシート」という特別席が設けられている。
2021年12月5日、ベテランズ委員会の選出により、アメリカ野球殿堂入りを果たした。

## 主な所属球団
- メンフィス・レッドソックス（1937年）
- カンザスシティ・モナークス（1937-1955年）※監督在任期間含む

## 記録・表彰等
- ニグロ・アメリカンリーグ首位打者：1940年、1946年
- 東西オールスター戦出場：1942,1943,1949年
- 監督としてのリーグ優勝：1948,1950,1951,1953年